# Potamotrygon falkneri
Potamotrygon falkneri  (лат.) — вид скатов рода речных хвостоколов одноимённого семейства из отряда хвостоколообразных скатов. Обитает в тропических водах бассейна реки Параны, Южная Америка. Максимальная зарегистрированная длина 89,2 см. Грудные плавники этих скатов образуют округлый диск. Спинные и хвостовой плавники отсутствуют. Хвост оканчивается ядовитым шипом. Не является объектом целевого лова. Представляет интерес для декоративной аквариумистики.

## Таксономия
Впервые вид был научно описан в 1963 году. Вид назван британского иезуита Томаса Фолкнера (1707—1784) за его научную и миссионерскую деятельность в Аргентине в XVIII веке.   

## Ареал
Potamotrygon falkneri обитают в Южной Америке, в тропических водах бассейна Параны на территории Бразилии, Парагвая, Уругвая и Аргентины. 

## Описание
Широкие грудные плавники речных Potamotrygon falkneri срастаются с головой и образуют овальный диск. Спинные плавники и хвостовой плавник отсутствуют. Позади глаз расположены брызгальца. Брюшные плавники закруглены и почти полностью прикрыты диском. На вентральной стороне диска расположены ноздри и 5 пар жаберных щелей.  Хвост довольно короткий и толстый по сравнению с другими представителями семейства речных хвостоколов. На его дорсальной поверхности на конце имеется ядовитый шип. Каждые 6—12 месяцев он обламывается и на его месте вырастает новый. У основания шипа расположены железы, вырабатывающие яд, который распространяется по продольным канавкам. В обычном состоянии шип покоится в углублении из плоти, наполненном слизью и ядом. 
Окраска тела тёмно-коричневого цвета с многочисленными жёлтыми пятнышками неправильной формы, диаметр которых превышает диаметр глаз. Зубы довольно мелкие, с притуплёнными коронками, ширина превосходит длину. Заострённые зубы характерны только для половозрелых самцов. Максимальная зарегистрированная длина 89,2 см, ширина диска 48,5 см.

## Биология
Вероятно, подобно прочим хвостоколообразным Potamotrygon falkneri размножаются яйцеживорождением.

## Взаимодействие с человеком
Вид не является объектом целевого промысла. Страдает от ухудшения условий среды обитания, обусловленного антропогенными факторами. Данных для оценки Международным союзом охраны природы статуса сохранности вида недостаточно.